# بلومبيرغ بيزنس ويك
بلومبيرغ بيزنس ويك (بالإنجليزية: Bloomberg Businessweek)‏، مجلة أسبوعية إنجليزية، كانت تصدر تحت اسم "بيزنس ويك"، تديرها وتنشرها شركة بلومبيرغ إل بي. مقر المجلة يقع في مانهاتن، نيويورك، وهي تصدر منذ العام 1929 في الولايات المتحدة.

## روابط خارجية
موقع بلومبيرغ بزنس-ويك